# Emily Greene Balch
Emily Greene Balch (Boston, 8 de janeiro de 1867 — Cambridge, 9 de janeiro de 1961) foi uma socióloga, escritora, pacifista e sindicalista estadunidense. Balch combinou uma carreira acadêmica no Wellesley College com um interesse de longa data em questões sociais como pobreza, trabalho infantil e imigração, bem como trabalho em assentamentos para elevar os imigrantes pobres e reduzir a delinquência juvenil.
Ela entrou para o movimento pela paz no início da Primeira Guerra Mundial em 1914, e começou a colaborar com Jane Addams, de Chicago. Ela se tornou uma líder central da Liga Internacional de Mulheres pela Paz e Liberdade (WILPF) com base na Suíça, pela qual ganhou o Prêmio Nobel da Paz de 1946.

## Vida
Balch nasceu em uma família ianque proeminente em Jamaica Plain, Massachusetts, um bairro de Boston, filha de Francis V. e Ellen (nėe Noyes) Balch. Seu pai era um advogado de sucesso e outrora secretário do senador Charles Sumner dos Estados Unidos. Ela se formou no Bryn Mawr College em 1889 depois de ler muito clássicos e idiomas e se concentrar em economia.
Ela então estudou na Harvard University, na Universidade de Chicago e na University de Berlin, e começou a lecionar no Wellesley College em 1896. Ela se concentrou na imigração, no consumo e nos papéis econômicos das mulheres. Em 1913, foi nomeada professora de Economia em Wellesley, após a renúncia da economista política Katharine Coman, fundadora do Departamento. No mesmo ano, Balch foi promovida de Professora Associada a Professora de Economia Política e de Ciências Políticas e Sociais.
Balch serviu em várias comissões estaduais, como a primeira comissão sobre salários-mínimos para mulheres. Ela era uma líder da Liga Sindical Feminina, que apoiava as mulheres que pertenciam a sindicatos. Ela publicou um importante estudo sociológico de Our Slavic Fellow Citizens em 1910.
Ela era pacifista de longa data e participante do Comitê Internacional de Mediação de Henry Ford. Quando os Estados Unidos entraram na guerra, ela se tornou uma ativista política se opondo ao recrutamento na legislação de espionagem e apoiando as liberdades civis dos objetores de consciência. Ela colaborou com Jane Addams no partido Women's Peace e vários outros grupos.
Em uma carta ao presidente de Wellesley, ela escreveu que devemos seguir "os caminhos de Jesus". Seu pensamento espiritual era que a economia americana estava "longe de estar em harmonia com os princípios de Jesus que professamos". Wellesley College rescindiu seu contrato em 1919. Balch serviu como editor da The Nation, uma conhecida revista de comentários políticos.

Balch se converteu do unitarismo e tornou-se quaker em 1921. Ela declarou: 
"A religião me parece uma das coisas mais interessantes da vida, um dos campos mais enigmáticos, ricos e emocionantes do pensamento e da especulação humanos ... experiência e pensamento religioso preciso também de uma luz por dia e de sol e de uma partilha amistosa com os outros, dos quais me parece que geralmente há muito pouco ... O culto quaker no seu melhor parece-me dar oportunidades para este tipo de compartilhamento sem profanação".
Suas principais realizações estavam apenas começando, quando ela se tornou uma líder americana do movimento internacional pela paz. Em 1919, Balch desempenhou um papel central no Congresso Internacional de Mulheres. Mudou seu nome para Liga Internacional de Mulheres pela Paz e Liberdade e tinha sede em Genebra.
Ela foi contratada pela Liga como sua primeira Secretária-Tesoureira internacional, administrando as atividades da organização. Ela ajudou a criar escolas de verão sobre educação para a paz e criou novas filiais em mais de 50 países. Ela cooperou com a recém-criada Liga das Nações em relação ao controle de drogas, aviação, refugiados e desarmamento. Na Segunda Guerra Mundial, ela apoiou a vitória dos Aliados ela não criticou o esforço de guerra, mas apoiou os direitos dos objetores de consciência.
Ela ganhou o Prêmio Nobel da Paz em 1946 por seu trabalho com a Liga Internacional das Mulheres pela Paz e Liberdade (WILPF). Ela doou sua parte do prêmio em dinheiro para o WILPF. Seu discurso de aceitação destacou as questões do nacionalismo e os esforços pela paz internacional. Balch nunca se casou. Ela morreu um dia após seu 94º aniversário.

## Publicações
- Emily Greene Balch, Public Assistance of the Poor in France, Vol. 8, Nos. 4 & 5, Publications of the American Economic Association.
- Emily Greene Balch, "A Study of Conditions of City Life: with Special Reference to Boston, A Bibliography", 1903, 13 páginas
- Our Slavic Fellow Citizens Emily Greene Balch, 1910, 536 páginas.
- Women at the Hague: the International Congress of Women and its Results, Jane Addams, Emily Greene Balch, and Alice Hamilton. 171 páginas, Nova York: MacMillan, 1915.
- Approaches to the Great Settlement, Emily Greene Balch, Pauline Knickerbocker Angell, 351 páginas, pub. 1918.